# Kamimine
Kamimine (上峰町?) è una cittadina giapponese della prefettura di Saga.